# 二坝站
二坝站原名芜湖北站，是原淮南线上的铁路车站，位于安徽省芜湖市鸠江区二坝镇。车站于1961年开始征地，后因资金不足而停工。1971年获得中国政府投资300万元人民币得以继续动工兴建，1977年6月1日车站投入运营，取代了原裕溪口站的客运业务。有经淮南铁路运行的三对列车旅客停靠，分别发往合肥、蚌埠和阜阳；旅客在本站下车后搭乘芜裕轮渡至江对岸的芜湖市区或换乘皖赣铁路和宁铜铁路列车。本站于2000年芜湖长江大桥通车后关闭。
2008年铁路部门利用本站废弃站场兴建上海工务段芜湖北焊轨基地，基地设到发线1条、长短轨装卸线各一条及牵出线1条；尽头既有车场适当改造作存车线，设存车线3条。焊轨基地于2009年8月建成投用，为上海铁路局管内包括京沪高铁、沪汉蓉、沪宁城际高铁等线路的高速轨和大修轨进行焊接工作，为当时中国铁路总公司11家百米焊轨基地之一。
2020年商杭客运专线通车，新建芜湖北站，车站改名二坝站，为上局非营业站。